# Drapeau de Chattanooga
Le drapeau de la ville de Chattanooga a été adopté le 29 août 2012. Il comporte un sceau aux spécifications de 1975 au centre de la bande horizontale vert-bleu-vert. L'ancien drapeau de 1923 présentait un design différent, notamment au niveau des couleurs.

## Histoire

### Ancien drapeau
L'ancien drapeau utilisé de 1923 à 2012 avait un cercle bleu avec une étoile blanche à cinq branches entourée d'une couronne de feuille de chêne sur un champ rectangulaire de rouge, avec une bande de blanc et de bleu à la volée,,,,. Mis à part la couronne et le symbole de l'étoile, le dessin était presque identique au drapeau du Tennessee, l'État dans lequel se trouve Chattanooga.

### Drapeau actuel
Le drapeau actuel, adopté le 29 août 2012, est un drapeau à trois bandes horinzotales vert-bleu-vert avec une version modifiée du sceau de la ville au centre. Les bandes vertes représentent les montagnes tandis que la bande bleue représente la rivière Tennessee. Le sceau a été adopté en février 1975 et a été conçu par George Little.